# Patrick Jacquin
Patrick Jacquin (Châteauroux, 3 giugno 1950 – Créteil, 25 ottobre 2018) è stato un presbitero francese, rettore arciprete della cattedrale di Notre-Dame dal 2003 al 2016.

## Biografia
Monsignor Patrick Jacquin nacque a Châteauroux il 3 giugno 1950.
Compiuti gli studi per il sacerdozio, nel 1978 fu ordinato presbitero per l'arcidiocesi di Parigi nella cattedrale di Notre-Dame dal cardinale François Marty. Divenne poi vicario parrocchiale della parrocchia San Francesco di Sales nel XVII arrondissement di Parigi. Si rivolse al servizio dei giovani e all'animazione delle cappellanie degli studenti. In questo contesto, fu responsabile di Frat de Jambville, organizzatore del pellegrinaggio studentesco a Chartres e delegato generale delle Giornate mondiali della gioventù di Parigi.
Nel novembre del 1997 venne nominato rettore del santuario di Nostra Signora di Lourdes.
Nel 2003, il cardinale Jean-Marie Lustiger lo richiamò a Parigi e lo nominò rettore arciprete della cattedrale di Notre-Dame. Succedette a monsignor Jean-Yves Riocreux, da poco nominato vescovo di Pontoise. In questo contesto, condusse molti progetti: creò pellegrinaggio fluviale dell'Assunzione sulla Senna nel 2004, promosse il restauro del coro della cattedrale e l'installazione di una sala di controllo audiovisiva che consente la trasmissione in diretta degli uffici e delle cerimonie.
Nel 2006, in parallelo con i suoi doveri a Notre-Dame, divenne responsabile del Servizio nazionale per l'evangelizzazione della gioventù presso la Conferenza episcopale di Francia. In questa veste, guidò la delegazione francese alla Giornata mondiale della gioventù del 2008 a Sydney.
Organizzò la celebrazione del giubileo dell'850º anniversario della cattedrale, celebrato nel 2013. I festeggiamenti culminarono con l'installazione di nuove campane in occasione della Domenica delle palme.
Venerdì 21 marzo 2014, in occasione dell'anno giubilare di San Luigi, celebrò l'inizio della processione della Santa Corona da Notre Dame alla Sainte-Chapelle. Il 17 maggio, al termine della processione in omaggio al santo re organizzato dall'associazione Oriflammes, accolse i principi Enrico d'Orléans e Luigi Alfonso di Borbone-Dampierre, entrambi pretendenti al trono di Francia.
Nel giugno del 2016 venne nominato delegato dell'arcivescovo per l'ascolto e il sostegno dei sacerdoti e cappellano della basilica del Sacro Cuore a Montmartre. Alla guida della cattedrale di Notre-Dame gli succedette monsignor Patrick Chauvet.
Morì a Créteil nelle prime ore del 25 ottobre 2018 all'età di 68 anni per una peritonite. Le esequie si tennero il 2 novembre nella cattedrale di Notre-Dame a Parigi. Lo stesso giorno si tenne una preghiera di suffragio nella basilica dell'Immacolata Concezione a Lourdes.

## Opere

### Musicali
- Patrick Jacquin (conseil liturgique), Patrice Sicard (conseil liturgique) et Yves Castagnet (réal.), Cathédrale Notre-Dame de Paris, Les heures de Notre Dame, vol. VI : Sanctoral et Fêtes du Seigneur, Parigi, Cathédrale Notre-Dame de Paris, 2012, partizioni musicali (OCLC 908088656).

### Libri
- Patrick Jacquin (dir. et coordination générale), André Vingt-Trois (dir.), Dany Sandron (direzione scientifica) et al., Notre-Dame de Paris, Strasburgo, La Nuée bleue, coll. « Grâce d’une Cathédrale » (n° 6), 2012, 501 p. (ISBN 9782809907988, OCLC 932745524, notice BnF no FRBNF43516265).
- Patrick Jacquin (dir.), La couronne d'épines: cathédrale Notre-Dame de Paris, La Chapelle-Montligeon, Association Maurice de Sully, 2014, 55 p. (OCLC 1040971763).
- Jacques Charles-Gaffiot (prefazione di Patrick Jacquin), Une passion française: la Couronne d'épines, Parigi, Éditions du Cerf, 2014, 156 p. (ISBN 978-2-204-10225-4, OCLC 881608893, notice BnF no FRBNF43867795, SUDOC 181247178).